# 周芷
周芷（英語：Louise T. Chow，1943年—），生於中華民國湖南省，成長於臺灣，為旅美分子生物學家。現為阿拉巴馬大學伯明翰分校醫學院生物化學與分子遺傳學系教授。

## 生平
台北市北一女中畢業，大學聯考三類組榜首，1965年台灣大學農業化學系農產製造組（農產製造組於2003年改制成立為生化科技學系）畢業。之後周芷赴美國求學，於美國加州理工學院化學系拜在大師戴維森（Norman Davidson）教授門下，研究細菌和噬菌體溶原菌基因結構，於1973年取得博士學位。
她在加利福尼亞大學舊金山分校醫學院的博士後訓練後，1975年加入紐約長島冷泉港實驗室研究噬菌體DNA的逆轉錄和腺病毒的轉錄和複製的基因調控。1976年被任命為研究員，她做了腺病毒轉錄基因的起源和結構的研究，直接導致的電子顯微鏡發現核糖核酸接合和另類的核糖核酸的過程，發現製造蛋白質的這些遺傳密碼，在動物細胞的脱氧核糖核酸上其實並不連續。1977年她升任高級研究員，1979年升任終身職資深科學家。
1993年諾貝爾醫學獎授予與她的合作的理察·羅伯茨與麻州理工學院的菲利普·夏普，雖然1977年發表在細胞期刊的論文中，以電子顯微鏡進行實驗的第一作者為周芷，羅伯茲為第4位（也是最後一位，但當時論文並沒有通訊作者制度，羅伯茲也非通訊作者），但周芷卻成為遺珠。她曾向諾貝爾獎評審委員會抗議，在國際學界引起不小迴響。
周芷基於腫瘤病毒的研究有其臨床的意義，也轉而研究人類腫瘤病毒。由於冷泉港實驗室沒有醫院配合支援，所以她於1984年加入的羅切斯特大學醫學院研究人類乳突病毒的發病機理，分子遺傳學與生物化學。1993年周芷加入阿拉巴馬大學伯明翰分校醫學院生物化學和分子遺傳學系任教授，是癌症、艾滋病、口腔癌和囊腫性纖維化等多個研究中心的資深科學家。周芷目前的研究集中在造成子宮頸癌的HPV-18病毒，以及此類病毒細胞中核糖核酸的斷裂結構。2012年周芷當選美國國家科學院外籍院士。在台灣就學並以中華民國國籍獲選為美國國家科學院外籍院士者，過去曾有吳茂昆（前國家科學委員會主委）和陳定信（前國立台灣大學醫學院院長）兩位中央研究院院士。2014年7月4日，周芷獲選為第30屆中央研究院院士（生命科學組）。

## 私人生活
周芷的父親是周德偉，曾任中華民國財政部關務署署長。她自幼居於台北市新生南路紫藤廬的關務署署長宿舍，紫藤廬雖經多次整修，仍維持原屋格局，保留著她小時侯的房間。周芷說，因為父母都很好客，小時候家裡經常是人來人往。1950年代紫藤廬成為以台大為中心的自由主義學者的聚會場所，張佛泉、殷海光、夏道平、徐道鄰等學術界人士每隔兩週在此聚會討論。當時在台大就讀的李敖、陳鼓應、林毓生、張灝等亦常來紫藤廬與前輩交流。最小的弟弟周渝繼承爸爸的思想，將父親的官舍紫藤廬經營成台北市獨具一格的文化茶館，與財政部關務署打官司後，後來在民進黨執政的中央政府，被指定為國有地及古蹟，後來又被指定為臺北市的市定古蹟。
周芷於加州理工學院遇到博士後湯姆·布羅克(Tom Broker)博士，結為一對科研伉儷，他們倆沒有小孩。